# Бран (Ду)
Бран (фр. Branne) насеље је и општина у источној Француској у региону Франш-Конте, у департману Ду која припада префектури Монбелијар.
По подацима из 2011. године у општини је живело 177 становника, а густина насељености је износила 27,44 становника/km². Општина се простире на површини од 6,45 km². Налази се на средњој надморској висини од 277 метара (максималној 556 m, а минималној 272 m).

## Демографија
| 1962. | 1968. | 1975. | 1982. | 1990. | 1999. | 2011. |
| ----- | ----- | ----- | ----- | ----- | ----- | ----- |
| 99    | 131   | 140   | 159   | 171   | 167   | 177   |

График промене броја становника у току последњих година